# Twierdzenie Schaudera o punkcie stałym
Twierdzenie Schaudera o punkcie stałym mówi, że każde ciągłe przekształcenie niepustego, wypukłego i zwartego podzbioru przestrzeni Banacha w siebie ma punkt stały.
Innymi słowy: każdy niepusty, wypukły i zwarty podzbiór przestrzeni Banacha ma (topologiczną) własność punktu stałego.
Twierdzenie zostało udowodnione w 1930 roku przez polskiego matematyka Juliusza Schaudera.

## Dowód twierdzenia
Załóżmy, że {\displaystyle K} jest niepustym, wypukłym i zwartym podzbiorem przestrzeni Banacha i przekształcenie {\displaystyle f\colon K\to K} jest ciągłe.
Ponieważ zbiór {\displaystyle K} jest zwarty, to dla każdego {\displaystyle \varepsilon >0} istnieje skończona {\displaystyle \varepsilon } -sieć: {\displaystyle \{p_{1},p_{2},\dots ,p_{k}\}\subset K.} Dla każdego {\displaystyle i\in \{1,2,\dots ,k\}} zdefiniujmy funkcję
{\displaystyle d_{i}(x)={\begin{cases}\varepsilon -\|x-p_{i}\|,&\mathrm {dla} \ \|x-p_{i}\|\leqslant \varepsilon ,\\0,&\mathrm {dla} \ \|x-p_{i}\|>\varepsilon ,\end{cases}}}
i zauważmy, że jest ona ciągła. Przyjmijmy, że {\displaystyle {\tilde {K}}=K\cap \mathrm {aff} \{p_{1},p_{2},\dots ,p_{k}\},} gdzie {\displaystyle \mathrm {aff} X} oznacza otoczkę afiniczną zbioru {\displaystyle X,} i zdefiniujmy funkcję {\displaystyle \varphi \colon K\to {\tilde {K}}} wzorem
{\displaystyle \varphi (x)={\frac {\displaystyle \sum _{i=1}^{k}p_{i}d_{i}(x)}{\displaystyle \sum _{i=1}^{k}d_{i}(x)}},\;x\in K.}
Jest to funkcja ciągła, a zatem również funkcja {\displaystyle {\tilde {f}}\colon {\tilde {K}}\to {\tilde {K}},} określona wzorem {\displaystyle {\tilde {f}}(x)=\varphi (f(x)),} jest ciągła. Zbiór {\displaystyle {\tilde {K}}} jest wypukły i zwarty oraz jest zawarty w podprzestrzeni {\displaystyle \mathrm {lin} \{p_{1},p_{2},\dots ,p_{k}\}} o skończonym wymiarze, więc korzystając z odpowiedniej wersji twierdzenia Brouwera o punkcie stałym stwierdzamy, że istnieje taki punkt {\displaystyle x_{\varepsilon }\in {\tilde {K}},} że {\displaystyle {\tilde {f}}(x_{\varepsilon })=x_{\varepsilon }.} Ponieważ
{\displaystyle \|x_{\varepsilon }-f(x_{\varepsilon })\|\leqslant \|x_{\varepsilon }-{\tilde {f}}(x_{\varepsilon })\|+\|{\tilde {f}}(x_{\varepsilon })-f(x_{\varepsilon })\|,}
to
{\displaystyle \|x_{\varepsilon }-f(x_{\varepsilon })\|\leqslant \|\varphi (f(x_{\varepsilon }))-f(x_{\varepsilon })\|\leqslant \varepsilon ,}
gdyż dla każdego {\displaystyle x\in K} mamy {\displaystyle \|\varphi (x)-x\|\leqslant \varepsilon .}
Zatem {\displaystyle \lim _{\varepsilon \to 0}\|x_{\varepsilon }-f(x_{\varepsilon })\|=0.} Ze zwartości zbioru {\displaystyle K} wynika, że granica {\displaystyle \lim _{\varepsilon \to 0}x_{\varepsilon }} jest elementem zbioru {\displaystyle K,} a z ciągłości funkcji {\displaystyle f} – to, że jest ona punktem stałym funkcji {\displaystyle f.}

## Uogólnienia
Prawdziwe są również następujące ogólniejsze twierdzenia, również nazywane twierdzeniami Schaudera:
- Załóżmy, że {\displaystyle K} jest niepustym, domkniętym, wypukłym i ograniczonym podzbiorem przestrzeni Banacha, funkcja {\displaystyle f\colon K\to K} jest ciągła i {\displaystyle {\overline {f(K)}}} jest zbiorem zwartym. Wtedy {\displaystyle f} ma punkt stały w zbiorze {\displaystyle K.}

Zamiast wypukłości wystarczy założyć o {\displaystyle K,} że jest absolutnym retraktem Borsuka (AR).
- (Twierdzenie Schaudera-Tichonowa) Załóżmy, że {\displaystyle K} jest niepustym, wypukłym i zwartym podzbiorem lokalnie wypukłej przestrzeni liniowo-topologicznej i funkcja {\displaystyle f\colon K\to K} jest ciągła. Wtedy {\displaystyle f} ma punkt stały w zbiorze {\displaystyle K.} Można odstąpić od założenia lokalnej wypukłości jak pokazał francuski matematyk Cauty (artykuł w Fundamenta Mathematicae).

- (Twierdzenie Darbo, 1950) Niech {\displaystyle K} będzie niepustym, domkniętym, wypukłym i ograniczonym podzbiorem przestrzeni Banacha, zaś {\displaystyle f\colon K\to K} będzie kontrakcją względem odpowiedniej miary niezwartości {\displaystyle \psi } (np. Kuratowskiego, Hausdorffa), tzn. {\displaystyle \psi (\,f(A)\,)\leqslant k\cdot \psi (A)} przy {\displaystyle A\subseteq K} dla pewnej stałej {\displaystyle k<1.} Wówczas {\displaystyle f} posiada punkt stały. Odnotujmy, że kontrakcje Banacha są zwężające zarówno względem miary niezwartości Kuratowskiego, jak i Hausdorffa; tym samym w klasie przestrzeni Banacha twierdzenie Darbo stanowi wspólne uogólnienie twierdzeń Schaudera i Banacha o punkcie stałym. Dalsze uogólnienia sformułowali m.in. Nussbaum i Sadovskii (teoria stopnia Leray-Schaudera dla przekształceń kondensujących).

## Zastosowania
Twierdzenia Schaudera stosuje się na przykład do dowodzenia twierdzeń:
- o istnieniu rozwiązań równań różniczkowych.